# Bobola Szent András
Andrzej Bobola (Strachocina, 1591. november 30. – Ivanava, 1657. május 16.) lengyel misszionárius, a Jézus Társasága mártírja. Életét adta a katolikusok és ortodoxok közötti konfliktus során, amely a XVII. század közepén a lengyel és orosz erők közötti háború részét képezte.

## Tanulmányai
Dél-Lengyelországban született, a kisnemességhez tartozó családban. Jezsuita iskolában tanult, majd 1611-ben belépett a noviciátusba. Miután Vilniusban filozófiát és teológiát tanult, a nyaszvizsi jezsuita templom lelkipásztorává nevezték ki, ahol sok megtérőt szerzett.

## Vilniusban
A Nyaszvizsban töltött két év után Vilniusba költözött, ahol 16 éven át prédikált és szodalitásokat alakított ki, amelyek tagjai börtönökben végeztek szolgálatot és gyerekeknek tanítottak katekizmust. Ő és a szodalisták hősiesen cselekedtek két olyan időszakban is, amikor a pestis sújtotta Vilniust.
1630-ban a kelet-lengyelországi Bobrujszkba költözött, ahol az emberek többsége ortodox volt, és sok katolikus feladta hitét, részben azért, mert nem volt saját papjuk és templomuk. Bobola különféle munkákat vállalt különböző városokban, mígnem rossz egészségi állapota meggátolta ebben, és ismét visszatért Vilniusba.

## Az ortodox–katolikus konfliktus áldozata
A breszt-litovszki unió egyezménye (1596) megpróbálta megoldani az ortodox és a katolikus egyház közötti konfliktust, hogy együtt tudjanak élni. Egyes ortodoxok összefogtak Bogdan Chmielnicki kozákvezérrel, aki a katolikusok kiűzésére törekedett; 1655-re sikeresen ellenőrzése alá vonta a mai Fehéroroszország nagy területeit. Ezzel egy időben Oroszország és Lengyelország háborúban állt. A cár serege 1655. augusztus 8-án bevonult Vilniusba, és kifosztotta a várost. Bobola Pinszkbe ment, hogy a katolikusokat szilárd kitartásra buzdítsa, de sikere csak fokozta a felekezeti konfliktust. Az emberek zaklatták a jezsuitát, amikor az utcákon sétált.
Két évvel később a kozákok elfoglalták Pinszket, és arra kényszerítették a lengyeleket és a katolikusokat, hogy az erdőkbe meneküljenek. Ezután megtámadták Janówot, ahol katolikusokat és zsidókat mészároltak le. Bobola egy közeli városban tartózkodott, de néhány ember elmondta a kozákoknak, hol találják meg.
Először megpróbálták elérni, hogy Bobola megtagadja vallását. Amikor megtagadta, levetkőztették, majd egy sövényhez kötözték és kegyetlenül megkorbácsolták. Hitét kigúnyolva gallyakból készült koronát tettek a fejére, majd a kivégzés helyére, egy hentesüzletbe hurcolták. Még mindig nem volt hajlandó hitehagyásra, ezért a hentes asztalára tették, és kegyetlenül megkínozták, letépték a bőrt a mellkasáról és a hátáról, és lyukakat vágtak a tenyerébe. Két órán át kínozták, míg végül egy fúróvasat döftek a szívébe. Ezután a lábánál fogva felkötötték, és egy kardcsapással megölték.
Éppen amikor meghalt, egy csapat lengyel érkezett Janówba, akik hiába próbálták megmenteni. Holttestét visszavitték Pinszkbe, ahol a jezsuita templom alatti kriptában helyezték el. Holttestét később egy moszkvai múzeumba vitték, és csak 1923-ban került vissza Lengyelországba. 1924-ben a pápa nevében testét Rómába vitték.  1853-ban boldoggá, majd 1938-ban szentté avatták.